# Football Manager Live
Football Manager Live es un videojuego desarrollado por Sports Interactive en 2007. Es un juego de gestión futbolística multijugador en línea. 

## Desarrollo o sistema de juego
Sports Interactive anunció el lanzamiento del juego el lunes 16 de abril de 2007 y su lanzamiento se espera para octubre de 2008.
Como todo juego de gestión futbolística, el jugador se pone al mando de un equipo de fútbol. En este juego, sin embargo, al ser un juego en línea, no existen equipos reales sino que cada jugador crea uno nuevo y se debe enfrentar a otros jugadores a través de internet.

## Juegos relacionados
Football Manager Live, está basado en el modelo de Football Manager con su interfaz y el modo chapas para jugar los partidos, aunque también se han captado influencias por parte de las ligas de periódicos deportivos como la Liga Fantástica Marca y el modelo de traspasos por subastas como en ManagerZone, Hattrick, Sokker o Trophy Manager, cuatro juegos en línea que ya llevan un tiempo en internet.